# Нельсон (борьба)
Не́льсон (англ. Nelson hold) — приём в спортивной борьбе и рестлинге. Осуществляется путём просовывания руки через подмышки противника и нажима кистью руки на шею и затылок.
Термин «Нельсон» происходит от термина «полный Нельсон» (англ. full Nelson), который появился в начале XIX века. Предполагается, что он был назван в честь Горацио Нельсона, который использовал стратегию, основанную на окружении противника, для победы в битве при Абукире (1798) и Трафальгарском сражении, также предполагается, что рестлер Бобби Нельсон был новатором и/или вдохновителем названия приёма.

## Вариации
Существует несколько разновидностей этого приёма.

### Одиночный нельсон
Одиночный нельсон в разных вариантах применяется во многих видах борьбы в мире: дзюдо, греко-римской, самбо и т. д. Соответственно имеет разные названия. В русской терминологии спортивной борьбы называется «захват шеи из под плеча сзади» или «ключ». Применяется в классической (греко-римской) и вольной борьбе в партере. В самбо при борьбе в стойке может применяться весьма похожий приём, называемый «бросок кувырком».
Одиночный нельсон в положении стоя использовал член группы захвата израильской службы «Моссад» Питер Малкин при захвате нацистского преступника Адольфа Эйхмана в Аргентине, осуществлённом в мае 1960 года.

### Двойной нельсон
Приём производится в положении партера, борец просовывает обе руки через подмышки оппонента и давит на шею. В некоторых видах борьбы считается запрещённым ввиду чрезвычайной травмоопасности. Двойной нельсон в стойке применяется в таких силовых структурах, как полиция и милиция, целью его является удержание злоумышленника до прихода подкрепления.

## Противодействие
При применении двойного нельсона следует прижать руки оппонента к своим бокам, вследствие чего противник будет обездвижен. Подобную тактику использовал американец Франк Гуд: после захвата рук он прижимал их до тех пор, пока они не онемеют, затем проводил приём, и противник оказывался на лопатках. Обычно же считается, что выбраться из двойного нельсона невозможно.

## Травмоопасность
Применение приёма может привести к травме плечевого сустава и шейных позвонков противника.

## В культуре
Описание использования приёма часто встречается в произведениях различных авторов:
- Анджей Збых в одной из повестей цикла «Ставка больше чем жизнь» — «Двойной нельсон» Станислав-Ганс Клосс одолевает выследившего его нациста в рукопашную посредством этого приёма.
- Тарзан в книгах Берроуза часто применяет двойной нельсон в схватках как с животными, так и с людьми.
- Чак Паланик, «Бойцовский клуб» — Рассказчик подвергается двойному нельсону от участника клуба.
- Василий Яновский, рассказ «Двойной нельсон» (1937).
- Джек Лондон, «Мартин Иден».
- Джером Сэлинджер, «Над пропастью во ржи».
- В фильме Матрос с «Кометы» Стародуб (Любезнов, Иван Александрович) показывает Марье Ивановне (Анна Лисянская) этот приём, которым он, по его словам, в дни своей молодости и спортивного успеха одолел иностранного борца-чемпиона Европы. Она, кокетничая, просит повторить. Потом, правда, оказывается, что всё было совсем наоборот.
- В художественном фильме «Курьер на Восток» (1991) заключенный Терский побеждает заключенного Вовчика при помощи двойного нельсона.[источник не указан 3397 дней]
- В начале фильма «Зелёная книга» (англ. Green Book) 2018, американской биографической комедийной драме режиссёра Питера Фаррелли, один из главных героев (Тонни Валленога) эффективно использует приём «двойной нельсон» для того, чтобы вышвырнуть дебошира из клуба.
- Название фильма «Полу-Нельсон» режиссёра Райана Флека[англ.] с Райаном Гослингом в главной роли отсылает к борцовскому приёму.